# Bernard Friedman
Bernard Friedman (lit. Bernardas Fridmanas; ur. 1 października 1859 w Poniewieżu, zm. 22 października 1929 tamże) – litewski adwokat i sędzia, dziennikarz, działacz mniejszości żydowskiej na Litwie, minister ds. żydowskich (1923).

## Życiorys
Pracował jako dziennikarz w „Wileńskim Wiestniku”, „Teisas” i „Lietuvie”. W latach 1878–1886 pracował jako sędzia pokoju w Szawlach, później aż do pierwszej wojny światowej praktykował jako adwokat w Birżach i Poniewieżu, był też sędzią pokoju w Birżach i Ucianie.
W niepodległej Litwie został sędzią sądu okręgowego w Kownie, od 1925 analogiczną funkcję pełnił w Poniewieżu. W rządzie Ernestasa Galvanauskasa otrzymał tekę ministra ds. żydowskich, którym był od lutego do czerwca 1923. Jego nominacja – m.in. ze względu na związki z Agudą – wzbudziła niechęć ze strony środowisk żydowskich domagających się autonomii narodowej.